# Filozofická fakulta Univerzity Komenského v Bratislavě
Filozofická fakulta Univerzity Komenského (zkratka FIF UK) je jednou z třinácti fakult Univerzity Komenského v Bratislavě.

## Historie
Filozofická fakulta patří mezi nejstarší fakulty Univerzity Komenského. Vznikla v roce 1921 za aktivní pomoci profesorů Karlovy univerzity. Kromě výchovy středoškolských profesorů dala Slovensku i první profesionální vědecké pracovníky společenskovědních disciplín. V současnosti v rámci celoživotního vzdělávání organizuje fakulta pro studenty a absolventy vysokých škol výběrové studium, rozšiřující studium, rekvalifikační studium a doplňkové pedagogické studium. Pro občany Slovenské republiky pořádá kurzy cizích jazyků a státní jazykové zkoušky a pro cizince kurzy slovenského jazyka jako cizího jazyka a státní zkoušky ze slovenského jazyka.
Fakulta poskytuje tři stupně studia: bakalářské, magisterské a doktorské studium. Bakalářské studium trvá tři nebo čtyři roky (např. studium archivnictví). Magisterské studium (jednooborové i dvouoborové) trvá jeden (např. studium archivnictví) až dva roky. Doktorské studium trvá čtyři roky.
Na FIF UK dnes studuje kolem 4 200 studentů a přibližně 50 doktorandů. Každý rok fakulta vydává tři studentské časopisy, které společně se studentskými vědeckými konferencemi, pomáhají studentům při přípravě na vědeckou práci. Na FIF UK působí 22 kateder a Studia Academica Slovaca – centrum pro slovenštinu jako cizí jazyk. Při studiu pomáhá studentům se svou sbírkou i ústřední knihovna, která získává, zpracovává, ochraňuje a zpřístupňuje domácí a zahraniční vědecké a odborné dokumenty.

## Pracoviště
- Katedra andragogiky
- Katedra anglistiky a amerikanistiky
- Katedra archeologie
- Katedra archivnictví a pomocných věd historických
- Katedra dějin výtvarného umění
- Katedra estetiky
- Katedra etnologie a kulturní antropologie
- Katedra filozofie a dějin filozofie
- Katedra germanistiky, nederlandistiky a skandinavistiky
- Katedra hudební vědy
- Katedra jazyků
- Katedra klasické a semitské filologie
- Katedra knihovní a informační vědy
- Katedra kulturologie (do roku 2023)
- Katedra logiky a metodologie věd
- Katedra maďarského jazyka a literatury
- Katedra marketingové komunikace
- Katedra pedagogiky
- Katedra politologie
- Katedra srovnávací religionistiky
- Katedra psychologie
- Katedra romanistiky
- Katedra ruského jazyka a literatury
- Katedra slovanských filologií
- Katedra slovenských dějin
- Katedra slovenského jazyka
- Katedra slovenské literatury a literární vědy
- Katedra sociologie
- Katedra všeobecných dějin
- Katedra východoasijských studií
- Katedra žurnalistiky
- Rakouský ústav pro východní a jihovýchodní Evropu
- STIMUL (Centrum informatických a vzdělávacích služeb Filozofické fakulty Univerzity Komenského v Bratislavě)
- Studia Academica Slovaca
- Ústřední knihovna, Bratislava

## Vedení fakulty
(2020)
Děkan
- Prof. Mgr. Marián Zouhar, PhD.

Proděkan
- Doc. Mgr. Lucia Lichnerová, PhD., Proděkan pro bakalářské a magisterské studium
- Doc. PhDr. Mariana Szapuová, PhD., Proděkanka pro přijímací řízení, celoživotní vzdělávání občanů a vztahy s veřejností
- Doc. Mgr. Vladimír Zvara, PhD, Proděkan pro vědecký výzkum a vysokoškolské doktorské studium
- Prof. PhDr. Miloslav Vojtech, PhD., Proděkan pro rozvoj fakulty a informační technologie
- Mgr. Aneta Világi, PhD, Proděkanka pro rozvoj fakulty a zahraniční styky, fakultní koordinátor mobility

Tajemník
- Mgr. Radoslav Števčík

Predseda Akademického senátu FiF UK
- Mgr. Martin Bača, PhD.

## Bývalí posluchači
- Slavomír Gálik
- Ondrej Richard Halaga
- Alexander Húščava
- Dušan Kováč
- Matúš Kučera
- Marian Kuna
- Jozef Leikert
- Miroslav Marcelli
- Milan Markovič
- Eduard Nižňanský
- Jozef Novák
- František Novosád
- Jozef Piaček
- Michal Suchý
- Branislav Varsik

a mnoho dalších, více v kategorii: Absolventi Filozofické fakulty Univerzity Komenského v Bratislavě

## Sídlo
Fakulta sídlí v historické budově na břehu Dunaje, která byla postavena v letech 1911–1913 pro potřeby c. k. armády, před první světovou válkou zde bylo umístěno velitelství 5. armádního sboru. Po zániku monarchie budovu obsadil Vavro Šrobár pro potřeby vládních úřadů nově vzniklého Československa. V letech 1939–1945 zde sídlilo předsednictvo vlády Slovenského štátu a sedmipokojový byt zde obýval Vojtech Tuka. Po roce 1945 byla budova sídlem Sboru pověřenců, v roce 1958 přešla do majetku Univerzity Komenského.